# احمد الراوی
احمد الراوی (عربی: أحمد هشام علي موسى الراوي؛ زادهٔ ۳۰ مهٔ ۲۰۰۴) بازیکن فوتبال است.
وی همچنین در تیم‌های ملی فوتبال زیر ۲۰ سال قطر، زیر ۲۳ سال قطر و قطر بازی کرده‌است.